# 間葉蝠屬
間葉蝠屬（学名：Mesophylla），哺乳綱、翼手目、葉口蝠科的一屬，而與間葉蝠屬（間葉蝠）同科的動物尚有食花蝠屬（食花蝠）、白線蝠屬（白線蝠）、白蝠屬（白蝠）、大眼蝠屬（多毛大眼蝠）等之數種哺乳動物。

## 下属分类
本科包括以下属：
- 间叶蝠 Mesophylla macconnelli (Macconnell's bat)